# Scott Tracy
Scott Tracy is een personage uit de poppen-televisieserie Thunderbirds, de drie op deze serie gebaseerde films, en de remake Thunderbirds Are Go. Hij is de oudste zoon van Jeff Tracy, de oprichter van International Rescue.

## Achtergrond
Scott is genoemd naar astronaut Scott Carpenter. Hij is de piloot van Thunderbird 1 en co-astronaut van Thunderbird 3. Als oudste zoon heeft Scott tevens de leiding op de plaats van een ramp, en neemt Jeffs taken over als deze weg is.
Scotts leeftijd in de serie wordt geschat rond de 26 jaar. Over zijn exacte geboortedatum bestaan uiteenlopende bronnen aangezien niet even duidelijk is in welk jaar de serie zich nu precies afspeelt. Er van uitgaande dat de serie zich afspeelt in 2026-2065 (wat in de film Thunderbirds Are Go werd genoemd) is zijn geboortejaar 2000-2039.
Shane Rimmer verzorgde de stem van Scott in de televisieserie en de eerste twee films. In de live-actionfilm uit 2004 werd Scott gespeeld door Philip Winchester.

## Biografie
Scott Tracy is de oudste zoon van Jeff Tracy. Na zijn middelbare school te hebben afgemaakt studeerde hij aan de universiteiten van Yale en Oxford. Hij wilde graag in zijn vaders voetsporen treden, en ging daarom net als hij werken bij de United States Air Force. Hij bleef actief bij de luchtmacht, totdat zijn vader hem vroeg terug te komen naar huis om lid te worden van International Rescue.
Als piloot van Thunderbird 1 is Scott vaak als eerste op de plaats van een ramp. Zijn voornaamste taak is dan ook het doorgeven van informatie over de ernst van de situatie, en wat voor apparatuur er nodig is. Tevens maakt hij alvast een plan van aanpak. Scott is tevens co-astronaut van Thunderbird 3 samen met zijn jongste broer Alan Tracy.
Als oudste Tracybroer heeft Scott altijd al min of meer een leidersrol gehad, en neemt deze taak dan ook vaak op zich tijdens een reddingsactie. In de aflevering Atlantic Inferno nam Scott voor het eerst zelfs langere tijd de volledige coördinatie van International Rescue op zich omdat Jeff met vakantie ging. Dat was een rol die hij uitermate serieus nam (hij zat tot diep in de nacht achter het bureau en riep regelmatig John op om te vragen of er echt geen noodgevallen waren).

## Voetnoot
1. ↑  Deze datum is afkomstig uit de karakterprofielen op de Nederlandse Thunderbirds dvd-reeks